# Fédération de musculation et de fitness de la république islamique d'Iran
La Fédération de musculation et de fitness de la république islamique d'Iran (IRANBBF) est l'organe directeur du culturisme en Iran. Elle a été fondée en 2005 et a été membre de l'IFBB,,. Le président actuel est Abdolmahdi Nasirzadeh.

## Présidents
- Naser Pouralifard (2013–2020)
- Abdolmahdi Nasirzadeh (2021–2025)